# Metagonimus
Genre
Synonymes
- Dexiogonimus Witenberg, 1929
- Loossia Ciurea, 1915
- Loxotrema Kobayashi, 1912
- Loxotremuna Strand, 1942
- Metagonimoides Price, 1931
- Yokogawa Leiper, 1913

Metagonimus est un genre de trématodes de la famille des Heterophyidae.

## Liste des espèces
Onze espèces sont reconnues,:
- Metagonimus ciureanus (Witenberg, 1929)
- Metagonimus dobrogiensis (Ciurea, 1915)
- Metagonimus hakubaensis Shimazu, 1999
- Metagonimus katsuradai Izumi, 1935
- Metagonimus minutus Katsuta, 1932
- Metagonimus miyatai Saito, Chai, Kim, Lee & Rim, 1997
- Metagonimus oregonensis (Price, 1931)
- Metagonimus otsurui Saito & Shimizu, 1968
- Metagonimus romanicus (Ciurea, 1915)
- Metagonimus takahashii Takahashi, 1929
- Metagonimus yokogawai (Katsurada, 1912)